# 2020 في روسيا
أحداث عام 2020 في روسيا الاتحادية.

## الحكم
- الرئيس: فلاديمير بوتين
- رئيس الوزراء: دميتري ميدفيديف (حتى 16 كانون الثاني)، ميخائيل ميشوستين (منذ 16 كانون الثاني)،[1] أندري كليباتش (التمثيل: 30 نيسان - 19 أيار)

## الأحداث

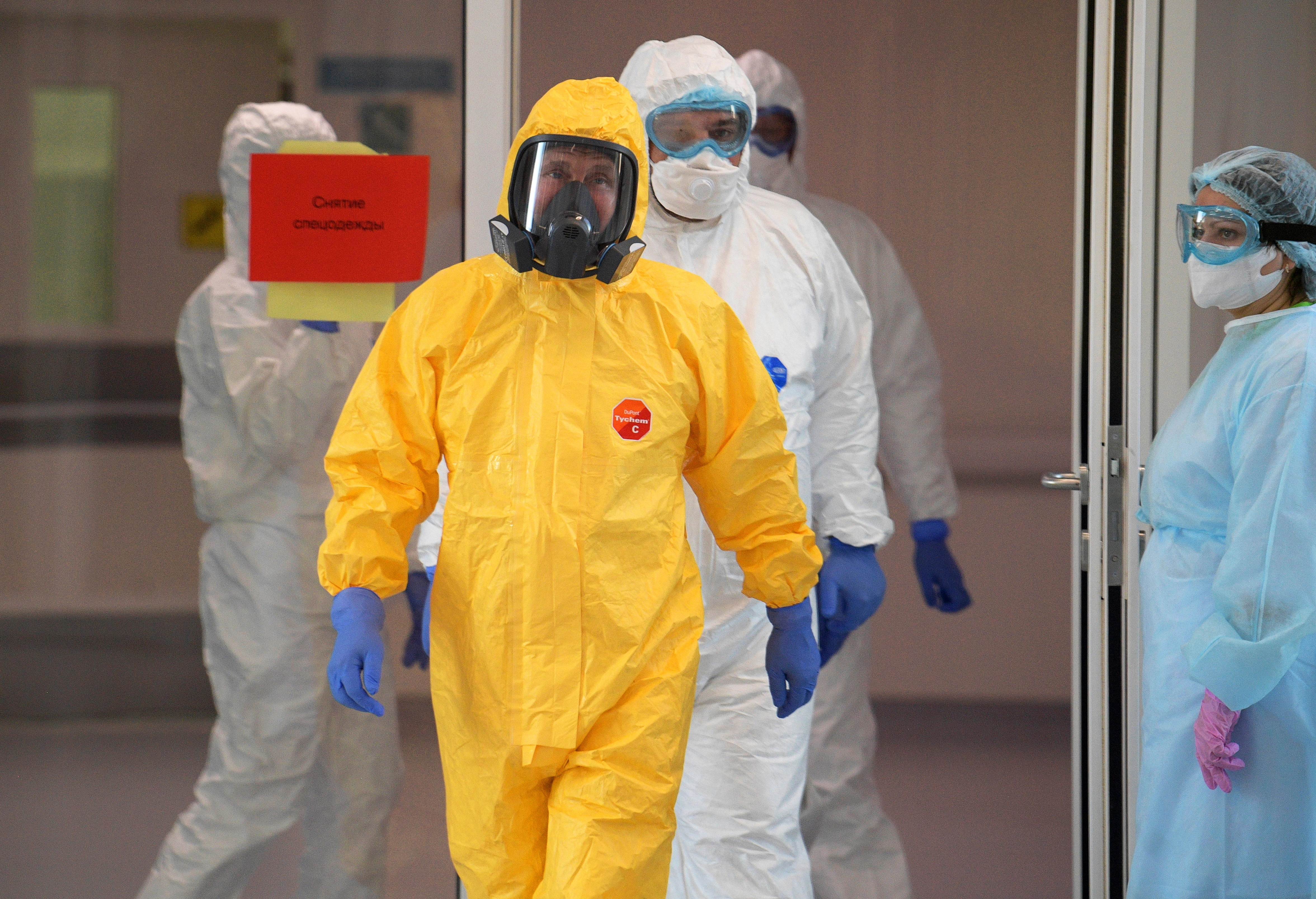
الرئيس الروسي بوتين يزور مرضى فيروس كورونا في مستشفى موسكو في 24 آذار.

### كانون الثاني
- 22 كانون الثاني - تعتبر روسيا عاشر أكثر دول العالم فساداً.[2]
- 30 كانون الثاني - روسيا تغلق حدودها البرية مع جمهورية الصين الشعبية لمنع انتشار فيروس كورونا.[3]

### شباط
- 20 شباط - السلطات الروسية تعلق دخول المواطنين الصينيين إلى روسيا لأغراض العمل والخاصة والتعليمية والسياحية، بسبب مخاوف من تفشي فايروس كورونا.[4]

### آذار
- 24 آذار - جائحة فيروس كورونا: أخبر عمدة موسكو سيرجي سوبيانين الرئيس بوتين في اجتماع أن «هناك وضعاً خطيراً يتكشف» وأن العدد المنخفض نسبياً للحالات المؤكدة قد يكون بسبب مستوى منخفض من الاختبارات، قائلاً إن «هناك المزيد من الأشخاص المصابين» وأن عدد الأشخاص في موسكو المشتبه في إصابتهم بفيروس كورونا كان حوالي 500.[5][6][7] تم تحويل عدد من الأماكن والحدائق في روسيا، بما في ذلك Crocus Expo في كراسنويارسك، ومعرض إنجازات الاقتصاد الوطني ومنتزه باتريوت في موسكو و Lenexpo في سانت بطرسبرغ إلى مستشفيات مؤقتة.[8][9][10]
- 28 آذار - قررت الحكومة إغلاق جميع نقاط التفتيش على السيارات أو السكك الحديدية أو المشاة أو الأنهار أو غيرها من نقاط التفتيش الحدودية، بما في ذلك على حدود بيلاروسيا، مع استثناءات مماثلة لتلك الخاصة بقيود السفر الجوي.[11]

### نيسان
- 10 نيسان - حرب أسعار النفط بين روسيا والمملكة العربية السعودية: عند تنفيذ اتفاقية أوبك+ الجديدة من أيار إلى نهاية حزيران 2020، سيتعين على روسيا والمملكة العربية السعودية إنتاج ما لا يزيد عن 8.5 مليون برميل من النفط يومياً.
- 30 نيسان - أعلنت روسيا أن هناك أكثر من 100 ألف مصاب بفيروس كورونا؛ قال رئيس الوزراء الروسي ميخائيل ميشوستين إن اختباراته لفيروس كورونا أظهرت نتائج إيجابية، وتم تعيين نائبه الأول أندريه بيلوسوف كرئيس للوزراء بالإنابة.

### أيار
- 1 أيار - تم نقل وزير صناعة البناء والإسكان والمرافق فلاديمير ياكوشيف إلى المستشفى بعد تشخيص إصابته بفيروس كورونا. عين نائبه وزيرا بالوكالة.[بحاجة لمصدر]

### حزيران
- 4 حزيران - وافق الرئيس الروسي بوتين على إعلان حالة قانون الطوارئ بعد انسكاب 20 ألف طن من الديزل بالقرب من نوريلسك.[12]

### تموز
- 1 تموز:
  - الاستفتاء على الدستور الروسي لعام 2020
  - تم افتتاح جزء البضائع بالسكك الحديدية من جسر كريمسكي عبر مضيق كيرتش.

### أيلول
- 13 أيلول - إجراء انتخابات محلية بما في ذلك انتخاب رؤساء 17 جمهورية وانتخاب نواب للهيئات التشريعية في 11 منطقة في الاتحاد الروسي. في المناطق التي سيستقيل فيها المحافظون بعد 13 حزيران 2020، ستجرى الانتخابات في يوم تصويت واحد في عام 2021 . سيتم انتخاب حاكم جديد في سيفاستوبول، لينينغراد أوبلاست.
- 21 أيلول - سيبدأ تدريب مركز القيادة متعدد الجنسيات لمنطقة القوقاز 2020 (يُطلق عليه أيضاً قوقاز 2020) [13]

## الوفيات
- 21 كانون الثاني - بوريس تسيريلسون، عالم رياضيات روسي إسرائيلي (مواليد 1950)[14]
- 25 آذار - إينا ماكاروفا، الممثلة السوفيتية والروسية (مواليد 1926)[15]
- 2 تموز - نيكولاي كابوستين، ملحن وعازف بيانو سوفياتي وروسي (مواليد 1937)[16]
- 18 تشرين الثاني - الكسندر دوبيانسكي[17]